# 大韓民國憲法
《大韓民國憲法》（韩语：／ Daehanminguk Heonbeop），通称韓國憲法（韩语：／ Hanguk Heonbeop），是韓國的最基礎法律，以成文法制定。首部版本制定於1948年7月12日，現行之版本別稱第六共和國憲法（제6공화국 헌법），在1987年10月27日經由公民投票通過後於1988年2月25日施行。
宪法包括序言、130项条款和6个补充规定，共分总纲、公民的权利和义务、国会、政府、法院、宪法法院、选举管理、地方自治、经济和修宪10章。修改宪法只能由总统或国会大多数议员提出。修改的宪法需经三分之二以上的国会议员和全民公决半数以上同意方能生效。

## 历史
1919年，大韩民国临时政府曾公布一部宪法。但由於當時韓國（朝鮮）處於日本殖民統治之下，并没能实际生效。1948年，韩国按照《魏玛宪法》起草了第一部宪法。自那以来韩国宪法进行了9次修订，其中1960年、1962年、1972年、1980年和1987年5次的修订几乎修改了全部条文。
1952年在李承晚竞选连任前期，为了直接选举总统和建立两院制，韩国宪法作了第一次修订。1954年，李承晚为了取消宪法中对总统权力的限制条款进行了第二次修宪，以强调资本主义经济发展模式。李承晚的用意遭到了韩国民众广泛的抗议。迫于压力，第二共和国于1960年对宪法进行了面向民主的修订，以便建立政府内阁、两院立法和选举委员会。第二共和国宪法同时还规定設置憲法法院、地方政府首長必須透過直選产生并保护公民基本权力。
1961年朴正熙发动5·16军事政变后，1960年修订的宪法作废。1962年，第三共和国公布了新宪法。该宪法与美国宪法很相像，进行名义上的违宪审查。1972年，朴正熙通过“维新宪法”建立第四共和国。“维新宪法”给予韩国总统无限任期和足够的控制权。當權派篩選後、讓親執政黨的一萬人組成選舉團、再由這一萬人提名總統候選人，推薦的候選人往往只有一兩個、完全不能代表民意，接著又由這些人在體育館內封閉式投票選出下屆總統，本質是「小圈子選舉」。
1979年朴正熙被暗杀后，第五共和国在全斗焕的领导下于1980年再次改宪。总统的权限被调整，总统的选举也改为間接選舉，并建立了一院制立法机关和内阁系统。
1987年6月，韩国爆发大规模六月民主运动，執政黨總統參選人盧泰愚終於宣布「六二九宣言」，確立了沿用至今的公民直接選舉總統制，每個政黨都可推薦一名候選人，無黨派人士只要集齊5,000至7,000名選民推薦就可參選。1987年10月27日韩国国会通过了第六共和国宪法。1988年2月25日盧泰愚上任總統后，宪法生效。
| 修改次别 | 颁布生效时间 | 修改方式 | 修宪背景与内容                                                                                | 别称与备注     |
| -------- | ------------ | -------- | --------------------------------------------------------------------------------------------- | -------------- |
|          | 1948-07-17   |          | 立宪                                                                                          |                |
| 第一次   | 1952-07-07   | 国会表决 | 由于国会反对李承晚的人较多，李承晚提出修宪直接选举总统，但并没有真正实施。                    | “拔萃改宪”     |
| 第二次   | 1954-11-29   | 国会表决 | 李承晚为谋求连任，修改宪法有关总统只能连任一次的规定。                                        | “四捨五入改宪” |
| 第三次   | 1960-06-15   | 国会表决 | 李承晚下台后，过渡政府将总统制改为责任内阁制；总统选举由直接选举改为国会间接选举，任期为5年。 |                |
| 第四次   | 1960-11-29   | 国会表决 | 为制定惩罚反民主和不正当蓄财者的特别法案提供宪法依据。                                        |                |
| 第五次   | 1962-12-26   | 国会表决 | 朴正熙废除责任内阁制，恢复总统制，总统直接选举，同时将两院制国会改为一院制。                  |                |
| 第六次   | 1969-10-21   | 国会表决 | 朴正熙将总统只能连任一次的限制改为可连任两次。                                                | “三选改宪”     |
| 第七次   | 1972-12-27   | 国会表决 | 朴正熙取消总统连任的限制，改总统直接选举为由新设立的“统一主体国民会议”选举，任期为6年。       | “维新宪法”     |
| 第八次   | 1980-10-27   | 国会表决 | 全斗焕取消“统一主体国民会议”，总统选举改为由总统选举团间接选举，总统任期为7年，不得连任。     |                |
| 第九次   | 1987-10-29   | 公民投票 | 恢复总统直接选举制；总统任期改为5年，不得连任；取消总统解散国会的权力。                       | 现行宪法       |

## 主要内容

韓國憲法所規定的立法、行政、司法三權分立體系及選舉制度

韩国宪法所规定的立法、行政、司法三权分立体系及选举制度

《韩国宪法》包括序言、130项条款和6个补充规定。宪法共分十章：总纲、公民的权利和义务、国会、政府、法院、宪法法院、选举管理、地方自治、经济和修改宪法。韩国宪法的基本原则包括：国民主权、三权分立、寻求南北韩和平民主统一、寻求国际和平与合作、依法治国，以及国家负责促进国计民生。
《宪法》规定了自由民主的政治秩序。它在序言中不仅阐明大韩民国的目的是要“进一步加强基本自由与民主秩序”，而且要使三权分立和依法治国制度化。宪法采用了由议会原则补充的总统制，为各政党提供了宪法权利和保护，同时规定了它们不得危害自由与民主政治秩序的义务。
《宪法》第10条指出，“宪法确保所有公民作为人的价值和尊严，以及追求幸福的权利。国家有责任确认和确保个人拥有基本并不可侵犯的人权”。根据这一基本条款，宪法赋予了个人以公民、政治和社会权利，这已成为民主国家的准则。公民的权利包括：法律面前人人平等，人身自由，要求快速公正审判的权利，居住自由，择业自由，隐私权，宗教信仰自由，言论和结社自由，以及享有诸如选举权和担任公职在内的从政权。此外，国家还保证国民享有各种社会权利，如受教育权、工人独立结社权、工人集体谈判和集体行动权，以及享有健康和愉快环境权。
《宪法》第37条规定，公民的基本权利不得因宪法未加详尽列出而被忽视。该条款还规定，公民的基本权利只有在与国家安全、法律和秩序或公众福利发生冲突之时，才会受到法律的限制，但自由和权利的本质将不被侵犯。宪法还明确规定了所有公民应履行的基本义务，即纳税义务、教育义务、工作义务和法律规定条件下的国防义务。

## 宪法法院
韩国宪法法院于1988年依据韩国第六共和国宪法第六章建立。其主要职能是依据韩国宪法审查合宪性。韩国宪法法院同时还具有行政法的职能可以对弹劾、政党解散、国家机关权限争议等行使审判权。宪法法院在韩国宪法中单独成章，地位与韩国国会、韩国政府以及韩国最高法院平级，拥有独立的司法权力。